# Yuki Kimura
Pour les articles homonymes, voir Kimura.
Yuki Kimura (木村 有希, Kimura Yuki), née le 23 octobre 1996 dans la préfecture de Kanagawa, est une mannequin et tarento japonaise. Elle est mieux connue sous son nom de scène Yukipoyo (ゆきぽよ). Le père de Kimura est japonais, sa mère est à moitié philippine et à moitié espagnole.

## Parcours
Kimura fait ses débuts comme mannequin amateur pour le magazine de mode, egg en 2012. Elle a également prospéré sur la plate-forme vidéo Vine, avec plus de 60 millions de vues au total. Elle a participé à The Bachelor Japan, diffusée sur Amazon Prime Video en 2017 et The Bachelor Winter Games en 2018,. À la fin de 2018, Kimura est devenue active en tant que personnalité de la télévision, avec de nombreuses apparitions dans diverses émissions de variétés.

## Médias

### Téléséries
- The Bachelor Winter Games (ABC)
- Jinsei ga Kawaru Ippunkan no Fukaīhanashi (人生が変わる1分間の深イイ話?) (Nippon TV)
- Konya Kurabete Mimashita (今夜くらべてみました?) (Nippon TV)
- Downtown DX (ダウンタウンDX?) (Yomiuri TV)
- Hirunandesu! (ヒルナンデス!?) (Nippon TV)
- Chōmon Quiz (超問クイズ?) (Nippon TV)

### Web-séries
- The Bachelor Japan (バチェラー・ジャパン?) (Prime Video, 2017-2018)

### Livres photo
- Le livre photo de Yukipoyo (ゆきぽよ写真集?) (18 janvier 2019)[11]

### DVD
- YukipoyoTube (17 février 2019)[12]